# Rafael Moreno Pecino
Rafael Moreno Pecino (Córdoba, 10 de febrero de 1945), es un pintor español.

## Biografía
De vocación muy temprana, estudió Dibujo Clásico en la Escuela de Artes y Oficios de su ciudad natal, compaginándolo con el bachillerato. A los dieciséis años ingresó en la Escuela Superior de Bellas Artes de Sevilla donde permaneció tres cursos. 
En 1964 se trasladó a la Escuela Central de Bellas Artes de Madrid, obteniendo en 1966 el título de Licenciado en Bellas Artes por la Universidad Complutense. Catorce años de aprendizaje en total, conforman una base muy sólida que pronto tendrá reflejo en magníficas críticas sobre su obra.

### Trayectoria profesional
Especializado en el retrato del natural, pinta en la década de los setenta multitud de personajes representativos de la sociedad. 
Sin duda, el éxito alcanzado en esta época se debía, como escribió en ABC (España) el ilustre poeta Gerardo Diego, a que "son retratos fidelísimos y además nos descubren honduras y verdades". 
Podemos destacar, entre los que posaron para él, dos premios Nobel: Camilo José Cela y Vicente Aleixandre; el músico y compositor Joaquín Rodrigo; el poeta Salvador Espríu, "patriarca de las Letras Catalanas" (el único retrato al óleo que se hizo en toda su vida); la cantante de ópera Victoria de los Ángeles; el naturalista Félix Rodríguez de la Fuente; el actor Fernando Rey; el presidente del Comité Olímpico Internacional Juan Antonio Samaranch; los insignes doctores Juan Antonio Vallejo-Nágera, Antonio Puigvert, Pedro Piulachs, José Ma Dexeus y Juan Obiols; los escritores y académicos Miguel Mihura, Antonio Buero Vallejo, Juan Ignacio Luca de Tena, José Hierro, Joaquín Calvo Sotelo, José Ma Pemán, Miguel Delibes, Ana María Matute, Guillermo Díaz-Plaja; el humorista Antonio Mingote; el arquitecto Miguel Fisac; los bailarines Antonio y Pilar López; el escultor Federico Marés; el polifacético Xavier Cugat; el creador de las fuentes de Montjuic, Carlos Buigas; y también destacados nombres de la banca y empresa.
A partir de los años ochenta, Rafael Moreno se especializó en el bodegón, una temática en la que "ha alcanzado las últimas cotas de la sensibilidad" según definió el crítico José Pérez Guerra.
En 1986 inicia su colaboración en ABC (España) dibujando personajes famosos.
La intensa vida artística mantenida cerca de cuarenta años con abundantes exposiciones individuales, se ha visto interrumpida desde el 2003 al momento actual (2008), en que vuelve a mostrarnos, otra vez, el brillante fruto de su personalísima obra.

## Obras en museos, centros y colecciones privadas
- Museo de Arte Moderno, Mendoza (Argentina). 
- Museo Fundación Camón Aznar, Zaragoza. 
- Museo de Arte Moderno, Concepción (Chile). 
- Ateneo Artístico y Literario, Madrid. 
- Colección de la Universidad Austral (Chile). 
- Sede de la Asociación de la Prensa, Madrid. 
- Ateneo Barcelonés, Barcelona. 
- Caja de Ahorros del Círculo Católico, Burgos. 
- Sede del Fomento Nacional, Barcelona. 
- Caja de Ahorros y Monte de Piedad, Oviedo. 
- The Sanwa Bank Limited (Japón). 
Privadas
Juan Antonio Samaranch, Marqués de Castell-Florite, C. Ferrer Salat, Marqués de Luca de Tena, Conde de Godó, Armando Rojas, Marqués de Muller, J. M. Porcioles, José Manuel Lara, A. Monta, A. Folch Rusiñol, E. Godia, C. Sentis, C. Buigas, A. Puigvert, J. A. Pamias, J. M. Dexeus, R. Guardans, A. Bagués, J. Ventosa, J. Carner, R. Piulachs, N. de Carreras, G. Díaz-Plaja, F. Gallardo, Estrada Saladich, A. Claret, Bosch Aymerich, Enrich Valls, S. Paniker, R. de la Cierva, J. Carreras, M. Ganduxer, J. Obiols, M. Meler, J. de Semir, P. Salvat, M. Mihura, J. Calvo-Sotelo, J. M. Alfaro y Palanco, Fernando Rey, A. de la Iglesia, R. Botas, J. Iribas, A. Rodney (USA, Daniel Carasso (Francia), A. Schwarzenberg (Alemania), E. Borhen (Suiza), Howard Katz (USA), Suzuki (Japón), A. C. Reinaldo Rodríguez (España), Bernd Schuster (Alemania), S. Levinson (Australia), Yoshifumi Kishi (Japón), E. Nakayama (Japón), K. Hosaka (Japón), S. Narasaki (Japón), C. Price (USA), etc.

## Comentarios
"El arte que no engaña, que no viene con trampa ni cartón, por la sencilla razón de que está al alcance de todo el que sepa sentir y vibrar ante la belleza innegable". 
Alfonso Salgado.
"Profundo conocedor de todos los secretos de la técnica pictórica, poseedor de un absoluto dominio del dibujo, la obra de Rafael Moreno llama poderosamente la atención por su sobriedad cromática, su rigor y su belleza. Realismo espiritualizado, reflejo de una sensibilidad cultivada y de una definida personalidad creadora".
Javier Rubio.
“Todo en su obra se adivina serio, sólido, meditado, pacientemente construido”.
Luis María Ansón.
"No existe una sola pincelada que no sea armónica y justa, y todo posee una finura extraordinaria y un profundo sosiego espiritual". 
José Tarín Iglesias.
"La obra de Rafael Moreno, un cordobés universal, es una realidad que moviliza el recuerdo y nos introduce en un tiempo histórico que se vuelve actualidad". 
José Pérez Guerra

## Página web oficial
- Wikimedia Commons alberga una categoría multimedia sobre Rafael Moreno Pecino.
- http://rafaelmorenopecino.blogspot.com.es/

- Datos: Q6097702
- Multimedia: Rafael Moreno Pecino / Q6097702